# Ramona Fossas Romans
Ramona Fossas Romans (Ripoll, Ripollès, 1 de novembre de 1881 - 27 de juliol de 1936, Vallvidrera) fou una religiosa catalana de la congregació Dominiques de l'Anunciata morta durant la persecució religiosa de la Guerra civil espanyola. Fou beatificada el 2007 per Benet XVI, la seva festa se celebra el 6 de novembre.

## Biografia
Va néixer a Ripoll el 1881 al si d'una família cristiana. Entrà a les Dominiques de l'Anunciata, congregació fundada pel sant català Francesc Coll i Guitart, el 6 de juliol de 1903 i professà el 17 d'agost de 1905. Visqué a diverses comunitats de Catalunya i de València. Durant uns 20 anys exercí de mestra i els darrers anys estigué de priora a Canet de Mar, Montserrat i Barcelona-Trafalgar. Fou una religiosa activa, diligent i molt austera, seriosa i exigent però alhora amable i propera.
El 27 de juliol de 1936, durant la Guerra civil espanyola, Ramona Fossas i les germanes Adelfa Soro, Teresa Prats, Ramona Perramon i Otilia Alonso (que tenia només 19 anys) foren obligades a sortir del seu convent del carrer Trafalgar de Barcelona i les interrogaren. Foren portades a diferents comitès comunistes perquè abandonessin el seu estat religiós si volien ser alliberades, però elles s'hi negaren. La germana Ramona Fossas, que era la més gran i la priora, enfortí el grup. Finalment aquella nit les pujaren a un camió i les dugueren a Vallvidrera, on les assassinaren una a una. Dues d'elles van sobreviure durant unes hores i narraren els fets. Les germanes foren enterrades en una fossa comuna desconeguda.
Ramona i les seves companyes foren beatificades pel Papa Benet XVI el 28 d'octubre de 2007. Durant aquesta celebració es beatificaren 498 màrtirs de la persecució religiosa a Espanya, entre ells també les dominiques de l'Anunciata Reginalda Picas i Rosa Jutglar, de Manresa.